# The Crucifixion
The Crucifixion es una película cooproduccion entre Reino Unido y Rumania de terror dirigida por Xavier Gens, escrita por Chad Hayes y Carey W. Hayes y protagonizada por Sophie Cookson, Brittany Ashworth y Corneliu Ulici. Está basada en el exorcismo de Tanacu que tomó lugar en Distrito de Vaslui, Rumania, en 2004.

## Reparto
- Sophie Cookson como Nicole Rawlins.
- Brittany Ashworth como Vaduva.
- Corneliu Ulici como el Padre Anton.

## Recepción
The Crucifixion recibió reseñas negativas de parte de la crítica y mixtas a negativas de parte de la audiencia. En la página web Rotten Tomatoes, la película obtuvo la inusual aprobación de 0%, basada en 10 reseñas, con una calificación de 3.8/10, mientras que de parte de la audiencia tuvo una aprobación de 22%, basada en 143 votos, con una calificación de 2.4/5.
En el sitio web IMDb los usuarios le han dado una calificación de 5.0/10, sobre la base de 3606 votos. En la página FilmAffinity tiene una calificación de 4.2/10, basada en 725 votos.